# Enrico Morozzo Della Rocca
Enrico Morozzo Della Rocca, född 20 juni 1807, död 12 augusti 1897, var en italiensk militär.
Della Rocca inträdde 1825 i piemontesisk-sardinska arméns generalstab och deltog som generalmajor och brigadchef med utmärkelse i 1848-49 års fälttåg. Efter Viktor Emanuel II:s tronbestigning blev Della Rocca krigs- och marinminister och 1851 chef för generalstaben, vilken befattning han innehade under 1859 års krig. 1866 hade Della Rocca befälet över 3:e armékåren och led med denna nederlaget vid Villa Franca samma år. Della Rocca fick avsked ur krigstjänsten 1867 men deltog verksamt i lantförsvarskommissionens arbeten.